# Kościół Najświętszej Maryi Panny Nieustającej Pomocy w Nowym Tomyślu
Kościół Najświętszej Maryi Panny Nieustającej Pomocy w Nowym Tomyślu – jeden z kościołów rzymskokatolickich w mieście Nowy Tomyśl. Mieści się przy ulicy Piłsudskiego. Należy do dekanatu lwóweckiego.

## Historia
Pierwotnie katolicy (głównie Polacy) z Nowego Tomyśla chodzili na msze do Wytomyśla. Pozwolenie na budowę kościoła filialnego parafii św. Michała Archanioła w Wytomyślu uzyskano dzięki nowotomyskiemu notariuszowi Wojciechowi Barteckiemu i procesie przeprowadzonym w Berlinie. Działkę budowlaną pod budowę kościoła ofiarowało małżeństwo Walentyny i Walentego Kupczyków (Akt darowizny nieruchomości z dnia 6 czerwca 1891 roku). Budowla została konsekrowana 3 marca 1896. Reprezentuje styl neoromański. Wybudowana świątynia nie miała wieży i była jednocześnie kaplicą cmentarną. Duszpasterstwo pełnili wikariusze parafii wytomyskiej, którzy rezydowali w Nowym Tomyślu. Po odzyskaniu niepodległości liczba katolików w mieście wzrosła. W związku z tym 1 kwietnia 1924 została wydzielona odrębna parafia w Nowym Tomyślu, od 24 czerwca 1925 już jako samodzielna jednostka administracyjna. W 1925 świątynia została rozbudowana o przęsło frontowe i wieżę według projektu architekta Michała Preislera.